# Gas a pressió

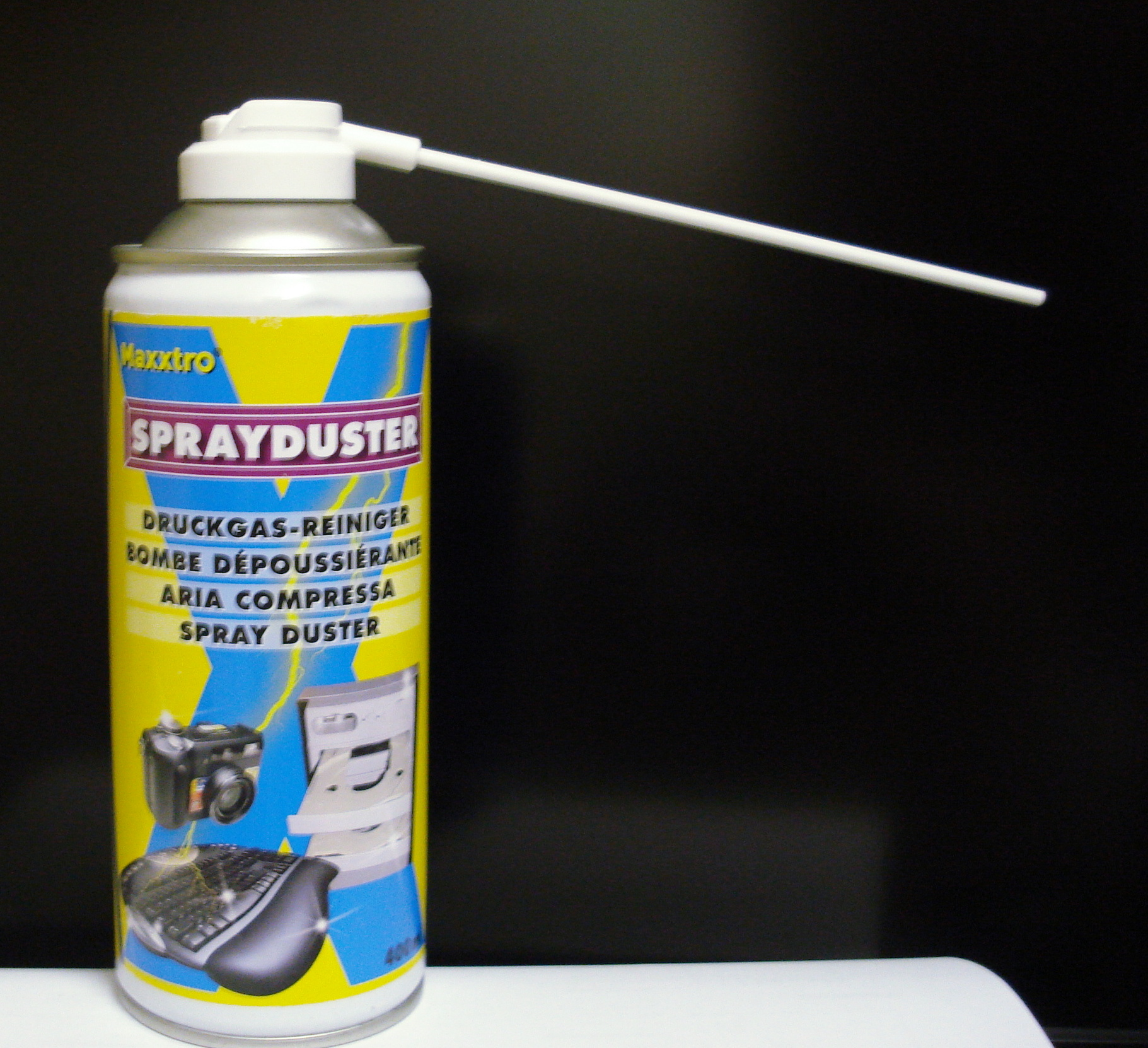
Una llauna de gas a pressió

El gas a pressió és un producte utilitzat per a la neteja d'equips electrònics i altres dispositius sensibles que no es poden netejar amb aigua.
El producte se sol comercialitzar en forma de pot a pressió amb un disparador que, quan s'acciona, projecta un raig de gas comprimit a través d'una obertura. Es fan servir gasos que es poden comprimir en líquids. L'aire líquid veritable no és pràctic, ja que no es pot emmagatzemar en pots de polvorització metàl·lics a causa de la pressió i temperatura necessàries. Els productes més comuns són l'1-difluoroetà, l'1,1,1-trifluoroetà o el 1,1,1,2-tetrafluoroetà. Els hidrocarburs, com el butà, eren utilitzats sovint en el passat, però la seva naturalesa inflamable va obligar els fabricants a utilitzar fluorocarburs.
Quan s'inhala, els vapors del gas poden produir efectes psicoactius i poden ser nocius per a la salut, de vegades fins i tot provocant la mort.

## Impactes ambientals
Escalfament global: el difluoroetà (HFC-152a), el trifluoroetà (HFC-143a) i el tetrafluoroetà completament no inflamable (HFC-134a) són gasos d'efecte hivernacle potents. Segons el Panell Intergovernamental sobre Canvi Climàtic (IPCC), el potencial d'escalfament global (GWP) de HFC-152a, HFC-143a i HFC-134a són 124, 4470 i 1430, respectivament. GWP es refereix a l'efecte d'escalfament global en comparació amb CO₂ per a la massa unitària. 1 kg de HFC-152a equival a 124 kg de CO₂
Danys a la capa d'ozó: els esprais de gas venuts en molts països són segurs ja que utilitzen gasos no danyen la capa d'ozó. El tetrafluoroetà, per exemple, té un dany poc significatiu. Aquesta és una qüestió diferent de la preocupació per l'escalfament global.